# Soft Matter
Soft Matter (abrégé en Soft Matter) est une revue scientifique à comité de lecture. Ce bimensuel publie des articles de recherches originales dans le domaine de la matière molle.
D'après le Journal Citation Reports, le facteur d'impact de ce journal était de 4,029 en 2014. Le directeur de publication est Martien Cohen Stuart (Université de Wageningen, Pays-Bas).